# Городище (Гомельская область)
Городи́ще (бел. Гарадзішча) — упразднённая деревня в Малейковском сельсовете Брагинского района Гомельской области Беларуси.

## География

### Расположение
В 7 км на восток от Брагина, 33 км от железнодорожной станции Хойники (на ветке Василевичи — Хойники от линии Калинковичи — Гомель), 122 км от Гомеля.

### Водная система
На юге мелиоративные каналы.

## Транспортная система
Рядом автомобильная дорога, которая связывает Брагин с дорогой Лоев — Речица.
Планировка состоит из 2 коротких параллельных между собой улиц с переулком, ориентированных с юго-востока на северо-запад. Застройка двусторонняя, деревянная, усадебного типа.

## История
Выявленное археологами городище эпохи Киевской Руси (100 м на юг от деревни) свидетельствует о заселении этих мест с давних времён. По письменным источникам известна с XVIII века. С 1811 года в Речицком уезде Минской губернии, владение Ракицких, у которых долгое время жил пианист и композитор Юзеф Дещинский. Помещик В. К. Прозор в 1876 году имел 2 водяные, 1 конную и 1 ветряную мельницы, сукновальню, металлургическую мастерскую. В рядом расположенной усадьбе в 1885 году действовали винокурня и водяная мельница, существовал парк. В 1897 году находилась лавка. Брагинская волость.
В 1930 году организован колхоз «Красное городище», работала кузница. Во время Великой Отечественной войны с августа 1941 года до 23 ноября 1943 года была оккупирована.
В составе колхоза имени Э. Тельмана (центр — деревня Тельман).

## Население

### Численность
- 2004 год — 31 хозяйство, 85 жителей

### Динамика
- 1850 год — 50 дворов
- 1897 год — 28 дворов, 145 жителей (согласно переписи)
- 1908 год — 101 двор, 721 житель. Фольварк 17 жителей
- 1959 год — 233 жителя (согласно переписи)
- 2004 год — 31 хозяйство, 85 жителей

## Достопримечательности
- Городище периода раннего железного века и средневековья 1 –е тыс. до н.э.-XVI в. до н.э., расположено центре деревни, возле моста через р. Брагинка